# Grå paradismonark
Grå paradismonark (Terpsiphone bedfordi) är en fågel i familjen monarker inom ordningen tättingar.

## Utbredning och systematik
Fågeln förekommer i östra Kongo-Kinshasa (nordöstra Ituri och regionen väster om Itombwe och Kahuzibergen). Den behandlas som monotypisk, det vill säga att den inte delas in i några underarter.

## Status
IUCN kategoriserar arten som livskraftig.